# Саласар, Карлос
Карлос Саласар Кастро (исп. Carlos Salazar Castro, 1800 — 23 июля 1867) — центральноамериканский военный и политический деятель XIX века.

## Биография
Родился в 1800 году в Сан-Сальвадоре; сын Хосе Грегорио Саласара и Франсиски Кастро-и-Лара. В возрасте 12 лет был отправлен на учёбу в Гватемалу, в 1817 году окончил Университет Сан-Карлос, после чего вернулся на родину и занялся делами, связанными с семейными землевладениями. Был вовлечён в события, приведшие к образованию штата Сальвадор (который тогда был частью Федеративной Республики Центральной Америки).
Во время войн в Центральной Америке сражался под руководством либерального генерала Франсиско Морасана, став в 1832 году лейтенантом. Когда в 1834 году Морасан сместил верховного правителя штата Сальвадор Хоакина де Сан-Мартина, Карлос Саласар короткое время был временным правителем штата, после чего передал исполнительную власть в штате своему отцу.
Когда в конце 1830-х годов начался распад Федеративной Республики Центральной Америки, Карлос Саласар вновь сражался под знамёнами Морасана, пытаясь спасти страну. В 1839 году он некоторое время был верховным правителем штата Гватемала.
После падения Федеративной Республики в 1840 году, когда Франсиско Морасан отправился в изгнание — Карлос Саласар отправился вместе с ним, и поселился в Коста-Рике, где впоследствии и скончался.
Останки Карлоса Саласара были впоследствии возвращены в Сальвадор и перезахоронены на столичном кладбище.